# Zafra (Gerichtsbezirk)
Der Gerichtsbezirk Zafra ist einer der 14 Gerichtsbezirke in der Provinz Badajoz.
Der Bezirk umfasst 18 Gemeinden auf einer Fläche von 1.850,44 km² mit dem Hauptquartier in Zafra.

## Gemeinden
| Gemeinde                 | Einwohner (2024) | Fläche km² | Dichte Einw./km² | Cod INE | Postleitzahl |
| ------------------------ | ---------------- | ---------- | ---------------- | ------- | ------------ |
| Alconera                 | 756              | 32,71      | 23               | 06008   | 06393        |
| Atalaya                  | 258              | 22,68      | 11               | 06013   | 06329        |
| Bienvenida               | 2.021            | 92,17      | 22               | 06020   | 06250        |
| Burguillos del Cerro     | 2.970            | 187,54     | 16               | 06022   | 06370        |
| Calera de León           | 918              | 68,38      | 13               | 06026   | 06292        |
| Calzadilla de los Barros | 685              | 52,23      | 13               | 06027   | 06249        |
| Feria                    | 1.047            | 73,72      | 14               | 06049   | 06390        |
| Fuente de Cantos         | 4.592            | 251,77     | 18               | 06052   | 06240        |
| La Lapa                  | 293              | 8,10       | 36               | 06071   | 06391        |
| Medina de las Torres     | 1.166            | 87,37      | 13               | 06081   | 06320        |
| Monesterio               | 4.230            | 322,35     | 13               | 06085   | 06260        |
| Montemolín               | 1.267            | 202,72     | 6                | 06086   | 06291        |
| La Morera                | 704              | 43,39      | 16               | 06089   | 06176        |
| La Parra                 | 1.284            | 78,21      | 16               | 06099   | 06176        |
| Puebla de Sancho Pérez   | 2.635            | 56,69      | 46               | 06108   | 06310        |
| Los Santos de Maimona    | 8.070            | 108,62     | 74               | 06122   | 06230        |
| Valencia del Ventoso     | 1.885            | 99,19      | 19               | 06141   | 06330        |
| Zafra                    | 16.711           | 62,60      | 267              | 06158   | 06300        |
| Gerichtsbezirk Zafra     | 51.492           | 1.850,44   | 28               | –       | –            |